# Gerhard Moser (Journalist)

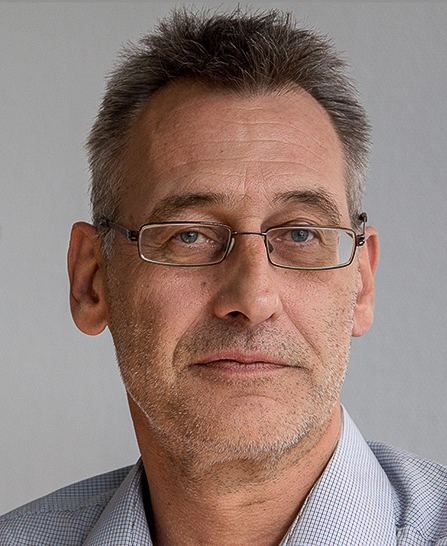
Gerhard Moser (2018) Foto: Jörg Wagner

Gerhard Moser (* 28. Mai 1962 in Villach, Kärnten) ist ein österreichischer Hörfunkjournalist und Literaturkritiker. Von 2008 bis 2020 war er Vorsitzender des ORF-Zentralbetriebsrates.

## Leben
Gerhard Moser studierte Publizistik, Politikwissenschaften und Betriebswirtschaft an der Universität Wien. 1989 erfolgte die Promotion mit einer Dissertation über die Presse- und Kommunikationsgeschichte der Ersten Österreichischen Republik.
Von 1982 bis 1988 war er freier Mitarbeiter in der Kulturredaktion der österreichischen Tageszeitung Volksstimme. Ab 1988/89 Mitarbeiter der Literatur & Feature-Redaktion von Ö1/ORF. Von 1995 bis 2003 Moderator und Sendungsverantwortlicher für Transparent – Das Kulturstudio und das Ö1 – Kulturjournal. Ständiger Mitarbeiter des Ö1-Bücherradios Ex libris und Gestalter zahlreicher Radio-Features (des Öfteren gemeinsam mit dem ORF-Journalisten Robert Weichinger) zu gesellschaftlichen (u. a. über Schundheftln, den Wiener Prater und die Hund-Mensch-Beziehungen) und insbesondere literarischen Themen (AutorInnenportraits u. a. von Thomas Bernhard, Joseph Brodsky, Elfriede Jelinek, Imre Kertész, Werner Kofler, Janko Messner, Johannes Mario Simmel, Peter Turrini, Josef Winkler und Peter-Paul Zahl).
Literaturkritiken für die Neue Zürcher Zeitung, den Standard, Die Presse, die Wiener Zeitung, Die Zeit und Literatur und Kritik. Lehraufträge am „Internationalen Journalismuszentrum“ der Donau-Universität Krems und der Alpen-Adria-Universität Klagenfurt.
Ab Mitte der 1990er Jahre war Gerhard Moser gewerkschaftlicher Interessenvertreter der (freien) ORF-Journalisten und als solcher auch Mitglied der Broadcasting Expert Group bei der Europäischen Journalistenföderation EFJ in Brüssel. Von 2008 bis 2020 war er parteiunabhängiger Vorsitzender des ORF-Zentralbetriebsrates und Mitglied des ORF-Stiftungsrats.

## Auszeichnungen und Ehrungen
- 2003: Österreichischer Staatspreis für Literaturkritik[6]